# Potton
Potton – miasto i civil parish w Wielkiej Brytanii, w Anglii, w regionie East of England, w hrabstwie Bedfordshire, w dystrykcie (unitary authority) Central Bedfordshire. W 2011 roku civil parish liczyła 4870 mieszkańców. Potton jest wspomniana w Domesday Book (1086) jako Potone.